# Eliška Urbancová
Eliška Urbancová je česká modelka a účastnice několika soutěží krásy.

## Osobní život
Pochází z Telče. Studovala na Fakultě regionálního rozvoje a mezinárodních studií Mendelovy univerzity v Brně bakalářský obor Mezinárodní teritoriální studia, který absolvovala v roce 2012. V březnu 2012 odjela na šestiměsíční studijní stáž v rámci programu Erasmus na Universität Rostock v Německu, studijní obor Politologie a Mezinárodní politika a vrátila se v září 2012.
Ovládá německý, anglický a španělský jazyk.[zdroj?]

## Soutěže Miss
Eliška Urbancová se účastnila mnoha soutěží krásy. Na většině z nich se umístila na předních pozicích, například na:
- Miss Junior České republiky 2007 – finalistka
- Miss Vysočiny 2008 – Miss Internet[1]
- Miss Jihlava Open 2009 – vítězka, Miss Sympatie[2]
- Look Bella 2009 – 3. místo
- Palladium 2009 – I. vicemiss
- Miss Praha Open 2010 – finalistka, Miss Sympatie
- Miss Princess of the World Czech Republic 2010 – finalistka
- TOP model 2010 – finalistka
- Miss pláž 2010 – vítězka, Miss sympatie[3]
- Miss Brno 2010 – finalistka
- Miss Face 2010 – finalistka